# 莫爾根貝格山

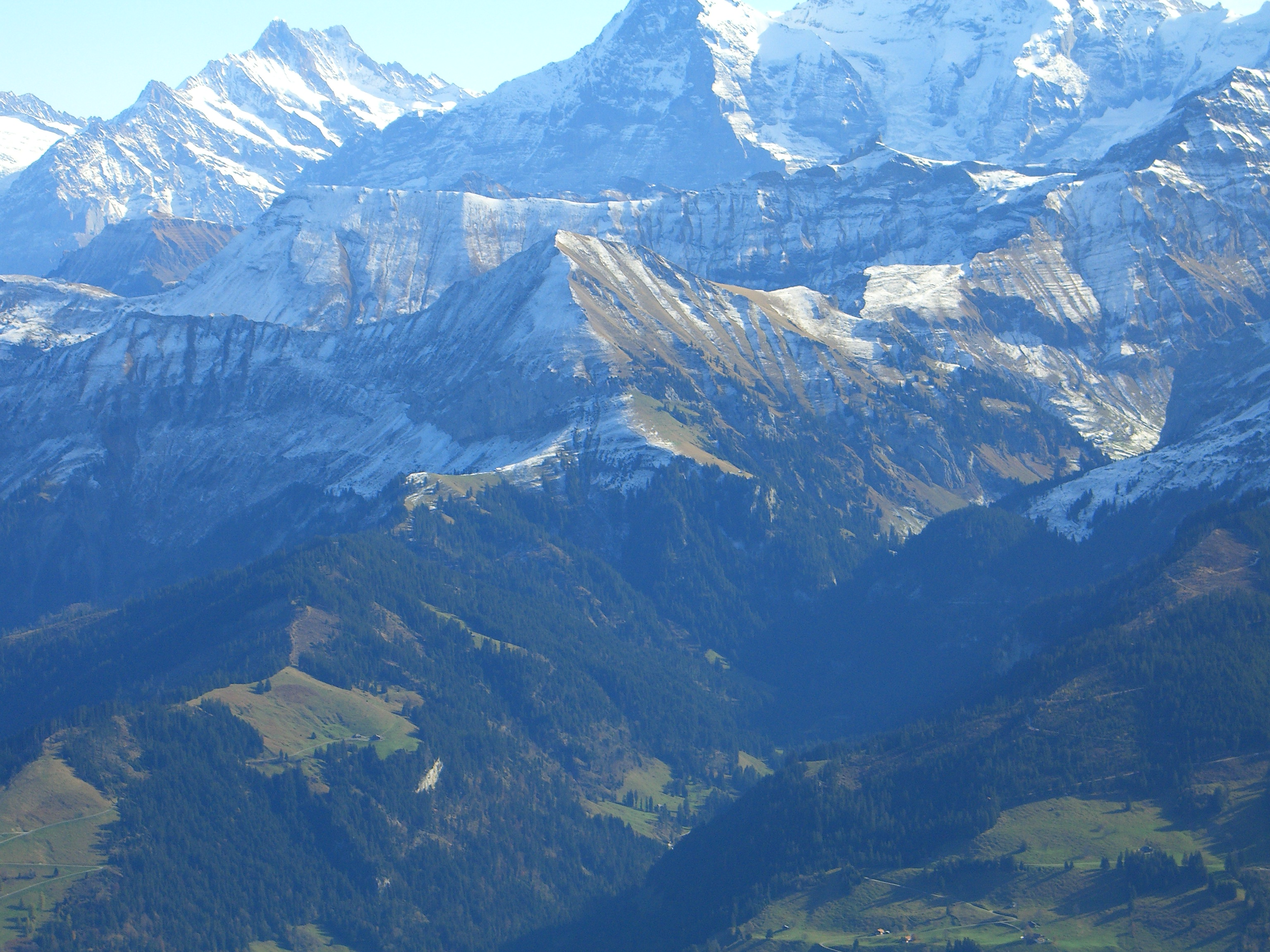

莫爾根貝格山（Morgenberghorn），(Morgenberghorn)是瑞士的山峰，位於該國中西部，由伯恩州負責管轄，屬於伯爾尼山的一部分，海拔高度2,249米，每年平均降雨量1,703毫米。